# 윤석화
윤석화(한국 한자: 尹石花, 1956년 1월 16일 ~ )는 대한민국의 배우와 연극연출가다.

## 학력
- 이화여자대학교 병설 금란여자고등학교 (졸업)

### 비학위 수료
- 뉴욕대학교 드라마&공연예술학과 수료

## 생애
1975년 연극 《꿀맛》이라는 작품을 통하여 연극배우 첫 데뷔, 이후 수많은 연극과 뮤지컬 및 영화에 출연한 지명도 높은 배우이다.

## 출연작

### 영화
- 1987년 《레테의 연가》
- 1995년 《돌아온 영웅 홍길동》 - 기획 / 각본 / 제작 / 주연 - 차돌바위 목소리 역
- 2004년 《날으는 돼지 - 해적 마테오》 - 예술연출
- 2011년 《봄, 눈》 - 순옥 역

### 드라마
- 1985년 KBS1 《고향》
- 1987년 MBC 《불새》 - 미란 역
- 1989년 MBC 《행복한 여자》 - 순임 친구 역
- 2017년 SBS 《사임당, 빛의 일기》 - 단경왕후 신씨 역
- 2018년 KBS2 《우리가 만난 기적》 - 황금녀 역
- 2019년 tvN 《날 녹여주오》 - 김원조 역
- 2021년 SBS  《펜트하우스 3》  -로건의 할머니 역 (특별출연)
- 2021년 카카오 TV  《우수무당 가두심》  -묘심 역

### 연극
- 1975년 《꿀맛》
- 2014년 《나는 너다》 - 연출
- 2015년 《윤석화의 먼 그대》
- 2016년 《마스터 클래스》 - 마리아 칼라스 역
- 2016년 《햄릿》

### 뮤지컬
- 1976년 《신데렐라》
- 1996년 《명성황후》 - 명성황후 역
- 2001년 《넌센스》 - 마리아 수녀 역
- 2002년 《넌센스》 - 프로듀서 / 연출 / 마리아 수녀 역
- 2003년 《토요일밤의 열기》 - 프로듀서 / 연출
- 2004년 《브로드웨이 42번가》 - 도로시 브록 역
- 2004년 《토요일밤의 열기》 - 프로듀서 / 연출 / 번역 / 아네트 역
- 2008년 《사춘기》 - 프로듀서

### 방송
- 2012년 JTBC 《박경림의 오! 해피데이》 29회
- 2012년 KBS2 《이야기쇼 두드림》 20회
- 2012년 MBC 《공감토크쇼 놀러와》 384회
- 2017년 MBC 《일밤 - 복면가왕》 - 로마의 휴일 오드리헵번

### 광고
- 1990년 ~ 1993년 동서식품 맥심모카골드
- 1995년 파리크라상 파리바게뜨 생크림케이크
- 1997년 피어리스화장품 인스케어
- 1999년 LG화학 발코니전용창
- 1999년 ~ 2000년 중앙종합금융 (목소리 출연)
- 2005년 ING생명보험

## 수상경력
- 1984년 제20회 백상예술대상 여자 연기상
- 1984년 동아일보 제정 제1회 여성동아대상
- 1987년 제23회 백상예술대상 인기상
- 1989년 제25회 백상예술대상 여자 인기상
- 1991년 서울연극제 여자 연기상
- 1992년 연출가협회 선정 올해의 배우상
- 1996년 제32회 백상예술대상 여자 연기상
- 1997년 배우협회 선정 제1회 올해의 배우상
- 1998년 제8회 이해랑 연극상
- 2004년 제10회 한국뮤지컬대상 연출상
- 2004년 제39회 잡지의 날 문화관광부장관 표창
- 2005년 제83회 어린이 날 대통령 표창
- 2009년 제41회 대한민국문화예술상 연극무용부문상
- 2011년 가장 문학적인 상 연극인부문

## 논란 관련 사태
- "나 이대 나온 여자예요"라는 발언을 방송에서 했었으나, 이화여대 입학 사실이 없는 것으로 밝혀져, 학력위조 파문이 있었다.
- 1994년에 CJ 이미경 회장의 남편이었던 중앙종합금융 대표인 김석기와 결혼 (이혼한 해에 재혼한 것을 보면 불륜이라는 소문이 가능성이 높아 보임.)
- 2013년 5월 30일 영국령 버진아일랜드에 페이퍼컴퍼니의 주주인 것으로 보도되었다.

## 근황
- 2023년 8월 28일 뇌종양 수술후 투병 중이라는 근황을 언론 매체에 알렸다. 앞니가 다 빠졌다고 한다.

## 앨범
- 1996년 《별 바람 하늘 꽃》
- 2002년 《꽃밭에서》

## 저서
- 2000년 《시인과 장어》
- 2001년 《뉴 브라이튼 다리》
- 2004년 《윤석화가 만난 사람》
- 2004년 《작은 평화》

## 경력
- 1994년 ~ 돌꽃컴퍼니 대표이사
- 1999년 월간 객석 발행인 겸 편집인
- 2002년 설치극장 정미소 대표
- 2003년 갤러리 정미소 대표